# Liste der Biografien/Zai
Liste der Biografien |
Portal Biografien |
Personensuche
# |
A |
B |
C |
D |
E |
F |
G |
H |
I |
J |
K |
L |
M |
N |
O |
P |
Q |
R |
S |
T |
U |
V |
W |
X |
Y |
Z |
?
 
Za |
Zb |
Zc |
Zd |
Ze |
Zf |
Zg |
Zh |
Zi |
Zj |
Zk |
Zl |
Zm |
Zn |
Zo |
Zr |
Zs |
Zu |
Zv |
Zw |
Zy |
Zz
 
Zaa |
Zab |
Zac |
Zad |
Zae |
Zaf |
Zag |
Zah |
Zai |
Zaj |
Zak |
Zal |
Zam |
Zan |
Zao |
Zap |
Zaq |
Zar |
Zas |
Zat |
Zau |
Zav |
Zaw |
Zax |
Zay |
Zaz
Die Liste der Biografien führt alle Personen auf, die in der deutschsprachigen Wikipedia einen Artikel haben. Dieses ist eine Teilliste mit 77 Einträgen von Personen, deren Namen mit den Buchstaben „Zai“ beginnt.

## Zai
- Zai, Tom (* 1965), Schweizer Autor und Lehrer

### Zaia
- Zaia, Luca (* 1968), italienischer Politiker der Lega und UnternehmerLuca Zaia (* 1968)

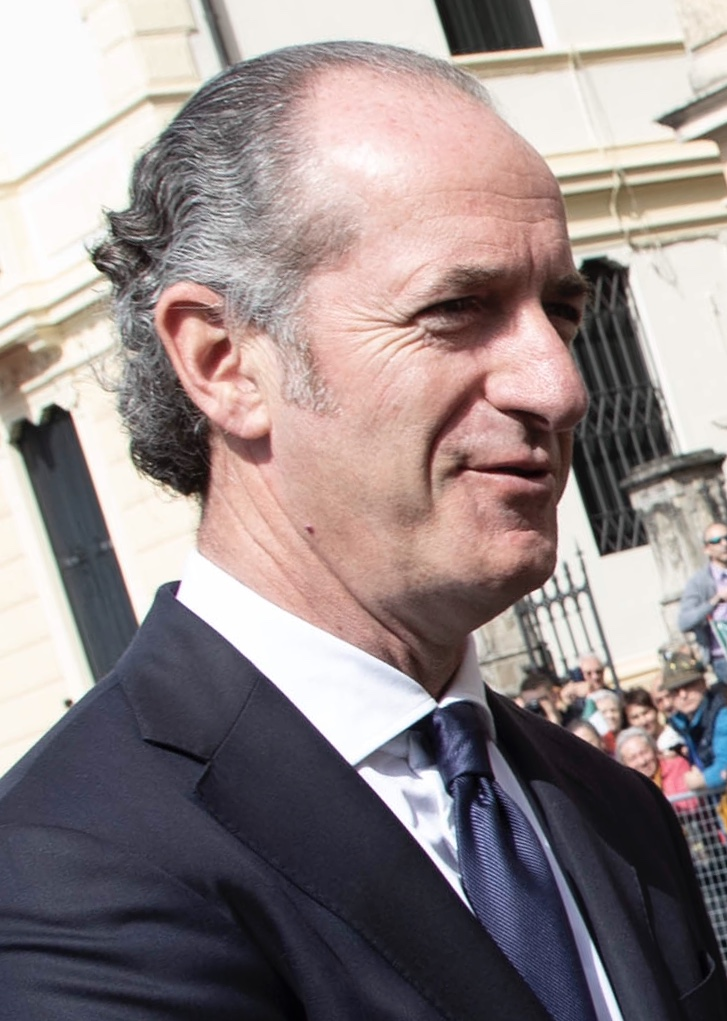
Luca Zaia (* 1968)

### Zaic
- Zaiceva, Nina (* 1946), wepsische Sprachwissenschaftlerin und Autorin
- Zaichik, Gennadi (* 1957), amerikanischer Schachspieler
- Zaïcik, Eva (* 1987), französische Mezzosopranistin

### Zaid
- Zaid ibn ʿAlī († 740), letzter von allen Zaiditen anerkannter Imam
- Zaid ibn Hāritha († 629), Sahāba (Gefährte) Mohammeds
- Zaid ibn Thābit, Weggefährte und Sekretär des Propheten Mohammeds
- Zaid, Mark, US-amerikanischer Rechtsanwalt in Washington, D.C. mit Schwerpunkt auf Nationales Sicherheitsrecht
- Zaidan, Abdallah Elias (* 1963), libanesischer Ordensgeistlicher, Bischof der Eparchie Our Lady of Lebanon in Los Angeles
- Zaidan, Amir (* 1964), syrischer Islamologe
- Zaidan, Camille (1944–2019), libanesischer Geistlicher, maronitischer Erzbischof von Antelien
- Zaidān, Dschurdschī (1861–1914), libanesischer Schriftsteller der arabischen Wiedergeburt
- Zaidi, Imed (* 1978), tunesischer Leichtathlet
- Zaidi, Muntazer al- (* 1979), irakischer Journalist
- Zaïdou, Loub Yacout, Politikerin in den Komoren

### Zaie
- Zaiem, Kamel (* 1983), tunesischer Fußballspieler

### Zaif
- Zaifeng (1883–1951), chinesischer Regent

### Zaik
- Zaïkowska, Sophia (1874–1939), russisch-französische Schriftstellerin

### Zail
- Zaillian, Steven (* 1953), US-amerikanischer Drehbuchautor, Filmeditor, Filmproduzent und Filmregisseur
- Zailskienė, Jūratė (* 1965), litauische Politikerin

### Zaim
- Zaimis, Alexandros (1855–1936), griechischer Politiker und Premierminister
- Zaimis, Andreas (1791–1840), griechischer Freiheitskämpfer der Griechischen Revolution und Präsident der Provisorischen Regierung Griechenlands (1826–1827)
- Zaimis, Eleanor (1915–1982), griechisch-britische Pharmakologin
- Zaimis, Georgios (1937–2020), griechischer Segler
- Zaimis, Thrasivoulos (1822–1880), griechischer Politiker
- Zaimoğlu, Belhe (* 1968), deutsche Schauspielerin
- Zaimoglu, Feridun (* 1964), deutscher SchriftstellerFeridun Zaimoglu (* 1964)

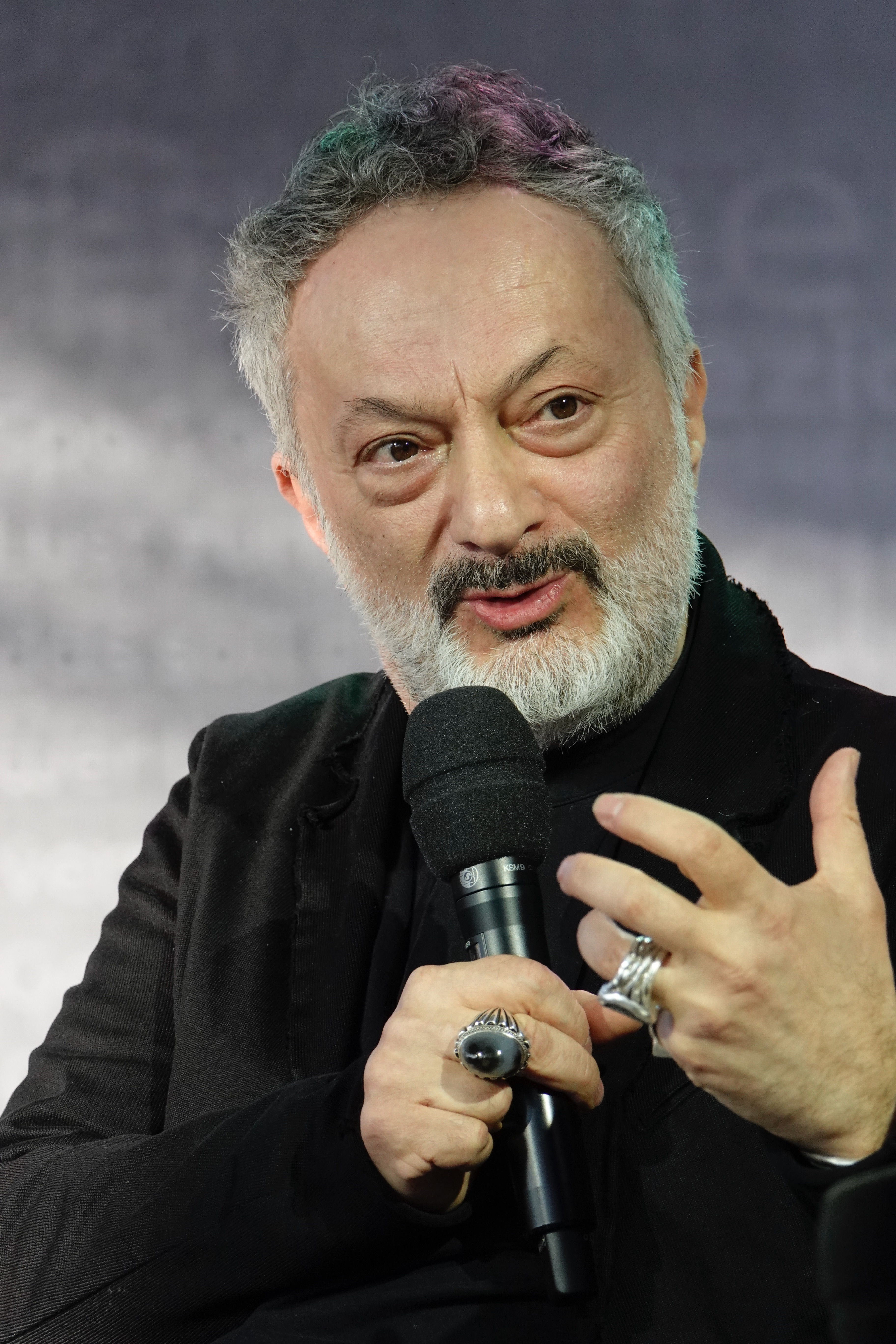
Feridun Zaimoglu (* 1964)

- Zaimont, Judith Lang (* 1945), US-amerikanische Komponistin

### Zain
- Zain ad-Dīn, Nazīra (1908–1976), libanesische Frauenrechtlerin und Feministin
- Zain Al Rafeea (* 2004), syrischer SchauspielerZain Al Rafeea (* 2004)
- Zain, Maher (* 1981), schwedischer R&B-Sänger, Songwriter

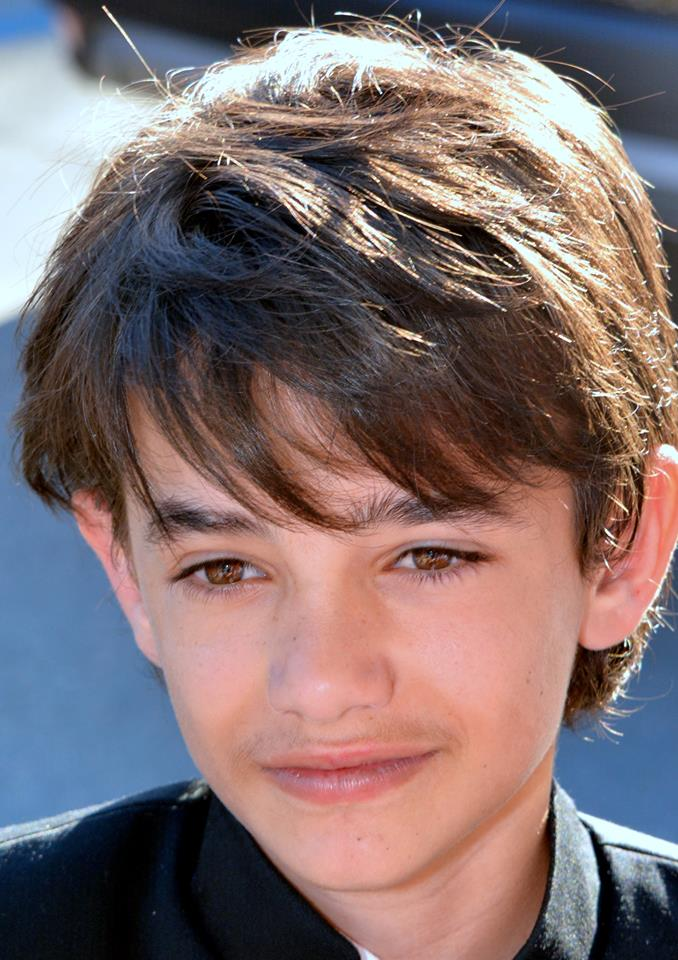
Zain Al Rafeea (* 2004)

- Zain, Safar-ud-Din (1936–2023), malaysischer Radrennfahrer
- Zain-ul-Abidin († 1470), indischer Herrscher
- Zaina, Enrico (* 1967), italienischer Radrennfahrer
- Zainab bint Ali (625–682), Tochter von ʿAlī und Fātima bint Muhammad
- Zainab bint Chuzaima, Frau von Mohammed
- Zainab bint Dschahsch (592–641), Frau von Mohammed
- Zainab bint Muhammad (599–630), Tochter des Propheten Mohammed
- Zainal, Mohd Nor Rizuan (* 1986), malaysischer Straßenradrennfahrer
- Zainer, Günther († 1478), deutscher Buchdrucker der Inkunabelzeit
- Zainer, Johann, zweiter Buchdrucker in Ulm
- Zaini, Nur Izlyn (* 1998), singapurische Hürdenläuferin
- Zaini, Nurshafiq (* 1999), singapurischer Fußballspieler
- Zainuddin, Daim (1938–2024), malaysischer Politiker
- Zainuddin, Iskandar Zulkarnain (* 1991), malaysischer Badmintonspieler

### Zair
- Zaïre-Emery, Warren (* 2006), französischer FußballspielerWarren Zaïre-Emery (* 2006)

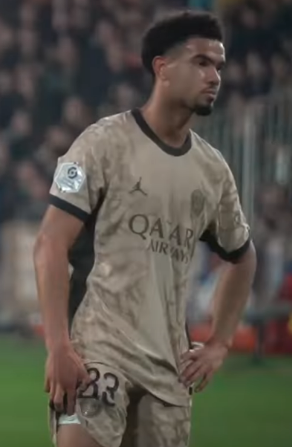
Warren Zaïre-Emery (* 2006)

- Zaïri, Jaouad (* 1982), marokkanischer Fußballspieler
- Zairis, Emmanuel (1876–1948), griechischer Maler
- Zairov, İntiqam (* 1985), aserbaidschanischer Gewichtheber

### Zais
- Zais, Christian (1770–1820), deutscher Architekt, nassauischer Baubeamter und Stadtplaner
- Zais, Eberhard Friedrich (1801–1888), württembergischer Oberamtmann und Abgeordneter
- Zais, Edgar (1892–1964), deutscher Jurist
- Zais, Eduard (1804–1896), deutscher Architekt, nassauischer bzw. preußischer Baubeamter
- Zais, Ernst (1837–1903), deutscher Forscher, insbesondere des Westerwälder Steinzeugs und Mäzen
- Zais, Karl-Friedrich (* 1951), deutscher Politiker (Die Linke), MdL
- Zais, Maria Sybilla Josepha (1770–1844), deutsche Hotelierin
- Zais, Melvin (1916–1981), US-amerikanischer General der United States Army
- Zais, Petra (1957–2021), deutsche Politikerin (Bündnis 90/Die Grünen), MdL
- Zais, Wilhelm (1772–1840), deutscher Fabrikant und württembergischer Landtagsabgeordneter
- Zais, Wilhelm (1798–1861), liberaler nassauischer Politiker
- Zaisberger, Friederike (1940–2019), österreichische Historikerin und Landesarchivdirektorin
- Zaiser, Franz (1886–1959), österreichischer Offizier, zuletzt im Charakter eines Generalleutnants der deutschen Luftwaffe
- Zaiser, Lisa (* 1994), österreichische Schwimmerin
- Zaiser, Maximilian (* 1999), deutscher Fußballspieler
- Zaiser, Rainer (* 1955), deutscher Romanist
- Zaiss, Hermann (1889–1958), deutscher Heilungsevangelist
- Zaisser, Elisabeth (1898–1987), deutsche Politikerin, Ministerin für Volksbildung der DDR
- Zaisser, Karl Friedrich (1797–1871), deutscher Jurist und Stadtrat in Ravensburg
- Zaisser, Wilhelm (1893–1958), deutscher Politiker (KPD, SED), MdV, Minister für Staatssicherheit in der DDRWilhelm Zaisser (1893–1958)

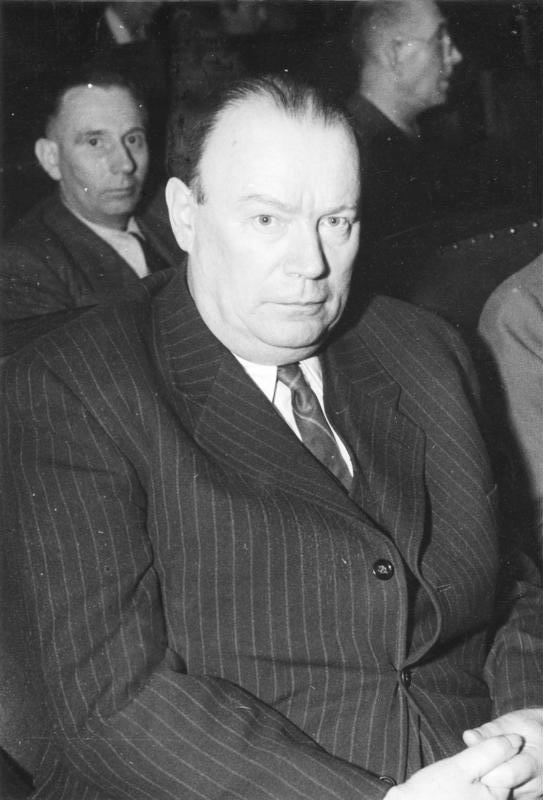
Wilhelm Zaisser (1893–1958)

### Zait
- Zaitouneh, Razan (* 1977), syrische Rechtsanwältin und Journalistin
- Zaitsu, Shun’ichirō (* 1987), japanischer Fußballspieler
- Zaituc, Luminita (* 1968), deutsche Langstreckenläuferin rumänischer Herkunft
- Zaitz, Dimitri (1917–1996), US-amerikanischer Kugelstoßer

### Zaiz
- Zaizen, Atsushi (* 1999), japanischer Fußballspieler
- Zaizen, Keiichi (* 1968), japanischer Fußballspieler
- Zaizen, Nobuyuki (* 1976), japanischer Fußballspieler